# Dancing on Ice (Deutschland)
Dancing on Ice ist eine deutsche Eiskunstlaufshow, die auf der gleichnamigen britischen Fernsehsendung Dancing on Ice basiert. Sie wurde zunächst von Oktober bis Dezember 2006 auf dem Fernsehsender RTL ausgestrahlt. Am 4. Mai 2018 wurde bekannt, dass sich der Fernsehsender Sat.1 die Ausstrahlungsrechte an Dancing on Ice gesichert hat. Die Neuauflage wurde von 6. Januar 2019 bis 20. Dezember 2019 ausgestrahlt, für zwei Staffeln.
Von Oktober 2006 bis Februar 2008 wurde ein ähnlich konzipiertes Fernsehformat unter dem Titel Stars auf Eis – von und mit Katarina Witt auf dem Fernsehsender ProSieben ausgestrahlt.

## Konzept
In der Show treten mehrere Prominente mit jeweils einem Tanzpartner, professionellen oder erfolgreichen Eiskunstläufern und -läuferinnen, gegeneinander in Eistänzen an.
In jeder Folge führen die Prominenten und ihre Partner live einen Eistanz auf. Die Juroren beurteilen jede Leistung und geben je nach Leistung eine Note zwischen 0,0 und 10,0 (Staffel 2006: bis 6,0) in Schritten von 0,5 Punkten. Die Fernsehzuschauer stimmen ebenfalls per Televoting, also per Telefon und SMS, ab. Für die Gesamtpunktzahl, die die Rangliste bestimmt, um die beiden am niedrigsten platzierten Paare zu ermitteln, werden die Jury- und Zuschauerabstimmungen kombiniert.
Die beiden Paare mit der schlechtesten Wertung treten im „Skate Off“ mit einer neuen Tanzeinlage gegeneinander an. Nachdem beide Tänze absolviert wurden, entscheiden die Juroren gemeinsam, wer es verdient hat zu bleiben. Dieses Paar erhält einen Platz in der nächsten Folge; das andere Paar verlässt die Show. (2006: Das Paar mit den meisten Stimmen der Jury erhält einen Platz in der nächsten Folge, während das Paar mit den wenigsten Stimmen die Show verlässt.)

## Übersicht der Auflagen
| Auflage | Staffel (ges.) | Staffel (Aufl.) | Premiere      | Finale        | Sieger-Paar                      | Sender | Moderatoren          | Moderatoren      | Jury             | Jury                | Jury         | Jury                 | Jury          |
| ------- | -------------- | --------------- | ------------- | ------------- | -------------------------------- | ------ | -------------------- | ---------------- | ---------------- | ------------------- | ------------ | -------------------- | ------------- |
| 1       | 1              | 1               | 9. Okt. 2006  | 2. Dez. 2006  | Ruth Moschner & Carl Briggs      | RTL    | Mirjam Weichselbraun | Wayne Carpendale | Tanja Szewczenko | Hans-Jürgen Bäumler | Klaus Brück  | Reinhard E. Ketterer | Marika Kilius |
| 2       | 2              | 1               | 6. Jan. 2019  | 10. Feb. 2019 | Sarah Lombardi & Joti Polizoakis | Sat.1  | Marlene Lufen        | Daniel Boschmann | Katarina Witt    | Judith Williams     | Daniel Weiss | Cale Kalay           |               |
| 2       | 3              | 2               | 15. Nov. 2019 | 20. Dez. 2019 | Eric Stehfest & Amani Fancy      | Sat.1  | Marlene Lufen        | Daniel Boschmann | Katarina Witt    | Judith Williams     | Daniel Weiss |                      |               |

## Dancing on Ice (2006)

### Produktion und Ausstrahlung

Logo des Fernsehsenders RTL (2006)

Auf der Programm-Pressekonferenz für die TV-Saison 2006/07 des Senders RTL am 13. Juli 2006 teilte dieser mit, dass eine lokale Adaption des britischen Formats Dancing on Ice unter dem Originaltitel in Auftrag gegeben wurde. Bereits zwei Monate vorher im Mai kündigte der Fernsehsender ProSieben eine ähnlich konzipierte Eiskunstlaufshow mit Katharina Witt an.
Ende August 2006 wurde bekannt, dass der deutsche Schauspieler Wayne Carpendale und die österreichische Fernsehmoderatorin Mirjam Weichselbraun die Show moderieren werden. Eine Woche später wurden die Jurymitglieder bekannt gegeben: Das zweifache Welt-, sechsfache Europa- und vierfache deutsche Meisterpaar im Eiskunstlauf Hans-Jürgen Bäumler und Marika Kilius, die dreimalige deutsche Eiskunstlauf-Meisterin Tanja Szewczenko, der deutsche Eiskunstlauf-Meister Reinhard E. Ketterer sowie der deutsche Sportaerobicmeister Klaus Brück bewerteten die Leistungen der Teilnehmer. Chef-Trainer war der zweifache Europa- und dreifache deutsche Meister im Eiskunstlauf Norbert Schramm. Unterstützt wurde er von der fünffachen deutschen Meisterin im Paarlauf Jennifer Goolsbee.
Zunächst kündigte der Fernsehsender RTL an, die Show ab dem 21. Oktober 2006 wöchentlich samstags um 21:15 Uhr auszustrahlen. Fünf Wochen vor dem Starttermin wurde dieser auf Montag, den 9. Oktober, vorverschoben. Die restlichen Folgen wurden ab dem 14. Oktober wöchentlich samstags um 21:15 Uhr (außer Halbfinale: 20:15 Uhr) ausgestrahlt. Am 4. November wurde keine Folge ausgestrahlt, da am selben Tag eine Ausgabe von Wetten, dass..? auf ZDF ausgestrahlt wurde.
Die von Granada Produktion produzierte achtteilige Show wurde in den Studios Ossendorf in Köln gedreht.

### Teilnehmer

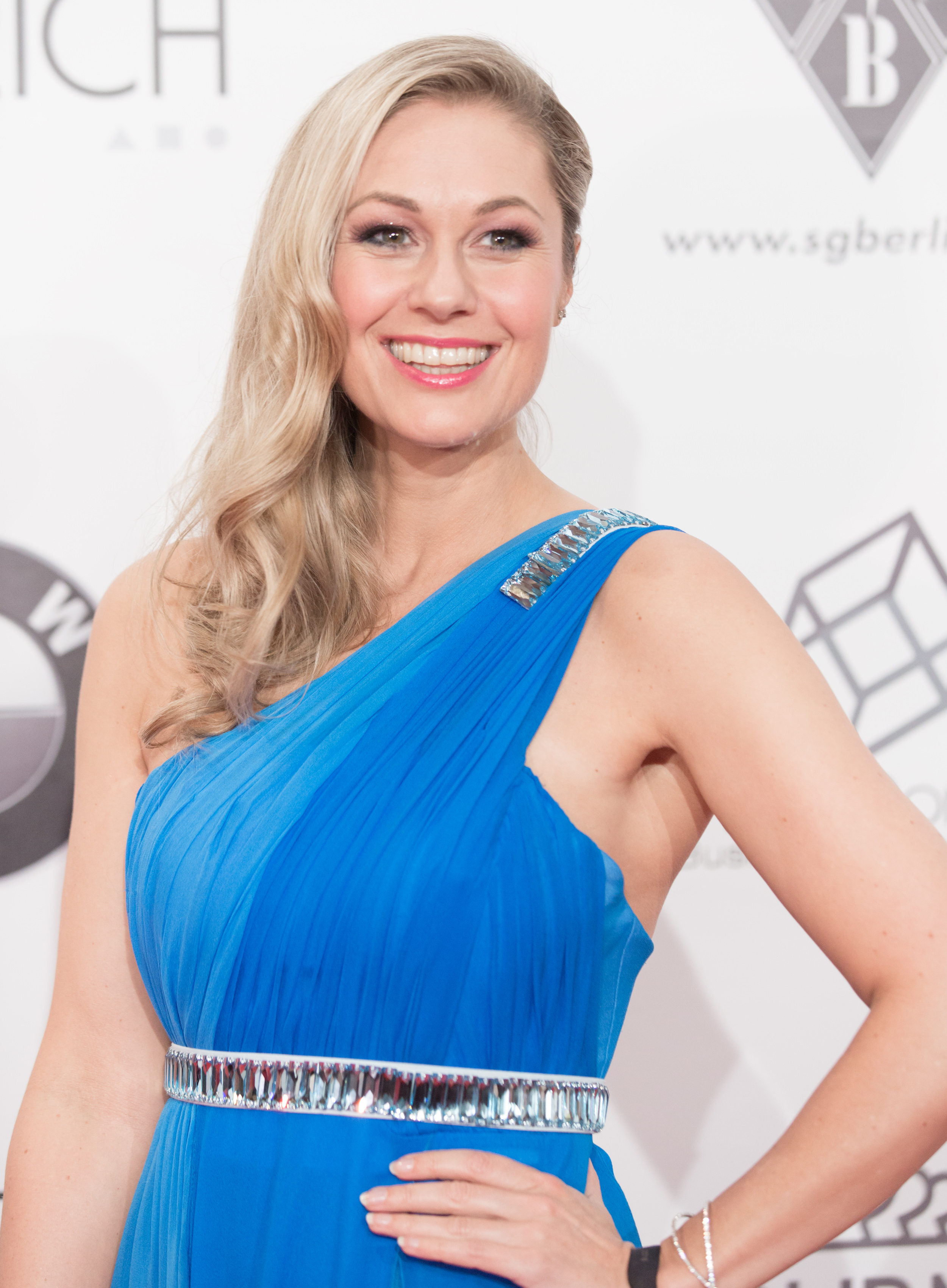
Ruth Moschner (2016): Siegerin der Show 2006

Am 12. September 2006 teilte der Fernsehsender RTL die Teilnehmer der Show mit. Ab der zweiten Folge verließ am Ende einer Folge ein Teilnehmerpaar die Show. Wegen eines Knochenbruchs konnte Sarah Jentgens im Finale nicht mit ihrem Prominenten-Partner Marco Schreyl antreten. Theresa Schumann, die zuvor Partnerin von Branco Vukovic war, ersetzte sie.
| 0Teilnehmerpaare und Platzierungen (2006) | 0Teilnehmerpaare und Platzierungen (2006) | 0Teilnehmerpaare und Platzierungen (2006) | 0Teilnehmerpaare und Platzierungen (2006) | 0Teilnehmerpaare und Platzierungen (2006) | 0Teilnehmerpaare und Platzierungen (2006) |
| Platz                                     | Teilnehmer                                | Bekannt als                               | Eiskunstlauf-Partner                      | ausgeschieden in                          |                                           |
| ----------------------------------------- | ----------------------------------------- | ----------------------------------------- | ----------------------------------------- | ----------------------------------------- | ----------------------------------------- |
| 1                                         | Ruth Moschner                             | Moderatorin                               | Carl Briggs                               | Siegerin                                  |                                           |
| 2                                         | Marco Schreyl                             | Moderator                                 | Sarah Jentgens (Folge 1–7)                | Zweiter                                   |                                           |
| 2                                         | Marco Schreyl                             | Moderator                                 | Theresa Schumann (Folge 8)                | Zweiter                                   |                                           |
| 3                                         | Branco Vukovic                            | Schauspieler                              | Theresa Schumann                          | Folge 7                                   |                                           |
| 4                                         | Sven Ottke                                | Boxer                                     | Mandy Wötzel                              | Folge 6                                   |                                           |
| 5                                         | Lars Riedel                               | Diskuswerfer                              | Darya Nucci                               | Folge 5                                   |                                           |
| 6                                         | Michelle                                  | Sängerin                                  | Jan Luggenhölscher                        | Folge 4                                   |                                           |
| 7                                         | Liz Baffoe                                | Schauspielerin                            | Hendryk Schamberger                       | Folge 3                                   |                                           |
| 8                                         | Collien Fernandes                         | Moderatorin                               | Rico Rex                                  | Folge 2                                   |                                           |

### Einschaltquoten
Während die Einschaltquoten der ersten vier Folgen sowie das Finale über dem Senderschnitt von RTL lagen, wurden für die restlichen drei Folgen unterdurchschnittliche Einschaltquoten gemessen.
| Folge | Sendung     | Datum (Uhrzeit)                   | Zuschauer | Zuschauer       | Marktanteil | Marktanteil     | Quelle        |
| Folge | Sendung     | Datum (Uhrzeit)                   | Gesamt    | 14 bis 49 Jahre | Gesamt      | 14 bis 49 Jahre | Quelle        |
| ----- | ----------- | --------------------------------- | --------- | --------------- | ----------- | --------------- | ------------- |
| 01    | 1. Liveshow | Mo, 9. Oktober 2006 (21:15 Uhr)   | 4,86 Mio. | 2,13 Mio.       | 18,2 %      | 18,1 %          | [ 13 ]        |
| 02    | 2. Liveshow | Sa, 14. Oktober 2006 (21:15 Uhr)  | 4,10 Mio. | 1,81 Mio.       | 15,7 %      | 16,8 %          | [ 14 ]        |
| 03    | 3. Liveshow | Sa, 21. Oktober 2006 (21:15 Uhr)  | 4,55 Mio. | 2,04 Mio.       | 16,5 %      | 17,6 %          | [ 15 ]        |
| 04    | 4. Liveshow | Sa, 28. Oktober 2006 (21:15 Uhr)  | 4,76 Mio. | 1,88 Mio.       | 17,1 %      | 17,0 %          | [ 16 ]        |
| 05    | 5. Liveshow | Sa, 11. November 2006 (21:15 Uhr) | 3,10 Mio. | 1,61 Mio.       | 10,9 %      | 14,5 %          | [ 17 ]        |
| 06    | 6. Liveshow | Sa, 18. November 2006 (21:15 Uhr) | 3,29 Mio. | 1,34 Mio.       | 11,4 %      | 11,9 %          | [ 18 ]        |
| 07    | Halbfinale  | Sa, 25. November 2006 (20:15 Uhr) | 3,29 Mio. | 1,35 Mio.       | 10,7 %      | 12,1 %          | [ 19 ] [ 10 ] |
| 08    | Finale      | Sa, 2. Dezember 2006 (21:15 Uhr)  | 4,22 Mio. | 1,88 Mio.       | 14,9 %      | 17,1 %          | [ 20 ]        |

## Dancing on Ice (2019)

### Produktion und Ausstrahlung

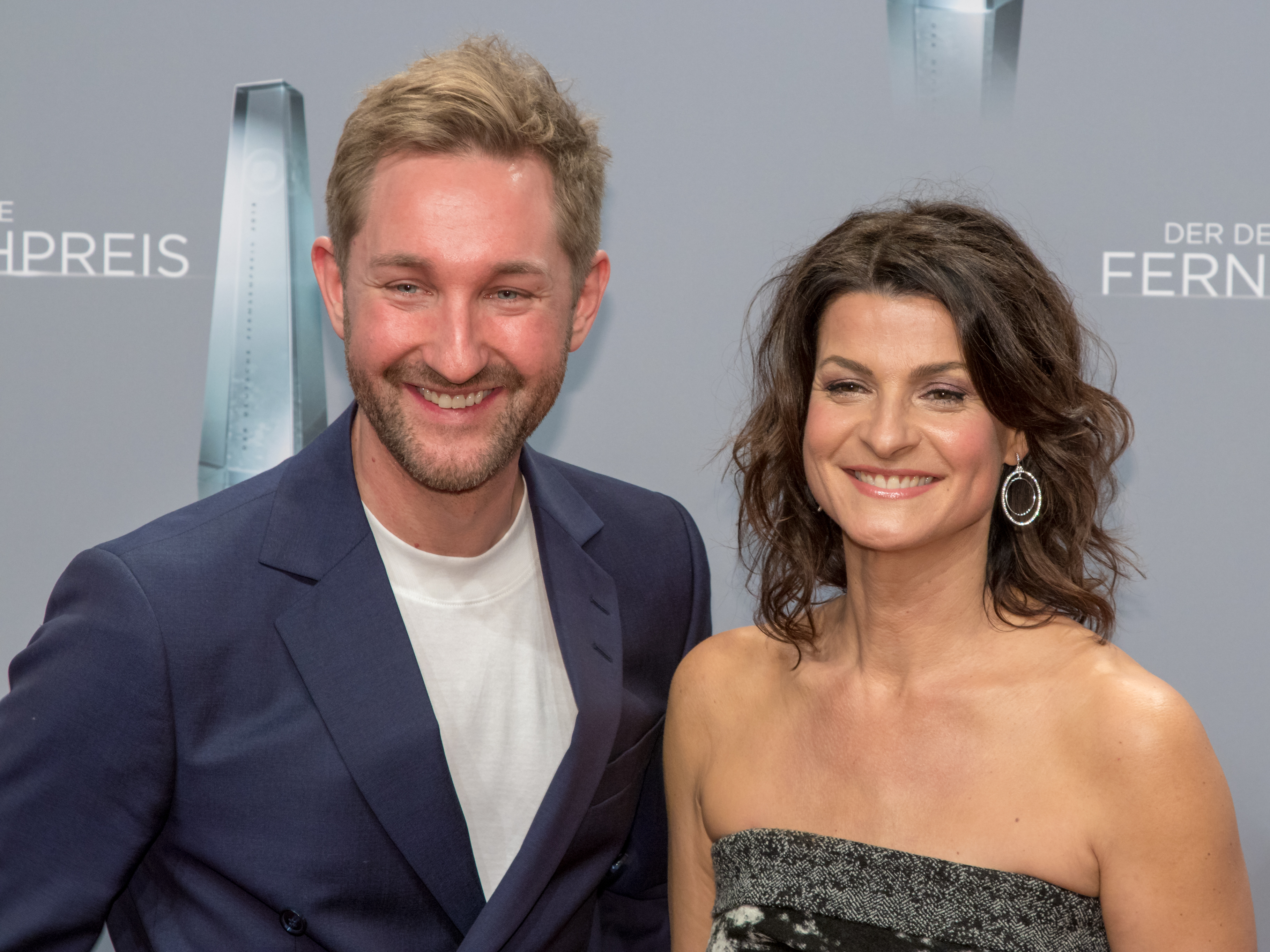
Daniel Boschmann und Marlene Lufen (2018): Moderatoren der Show 2019

Anfang Mai 2018 kündigte der Sender Sat.1 den Rechteerwerb an Dancing on Ice für eine lokale Neuauflage an. Die Ausstrahlung der von ITV Studios Germany produzierten Neuauflage wurde für den Winter 2018/19 erwartet. Die Moderation, bestehend aus Daniel Boschmann und Marlene Lufen, sowie die acht prominenten Teilnehmer wurden Ende November 2018 bekannt gegeben.
Die Jury bestand unter anderem aus der zweifachen Olympiasiegerin, vierfachen Welt-, sechsfachen Europa- und achtfachen DDR-Meisterin im Eiskunstlauf sowie heutigen Schauspielerin und Moderatorin Katarina Witt und dem zweifachen deutschen Meister im Eiskunstlauf sowie ARD-Eiskunstlauf-Experte Daniel Weiss. Weitere Jurymitglieder waren Judith Williams, Unternehmerin sowie Zweitplatzierte in der elften Staffel der Tanzshow Let’s Dance, und Cale Kalay, Profi-Tänzer sowie Jurymitglied der Tanzshow Dance Dance Dance.
Sendestart der sechsteiligen Staffel, die wie 2006 im MMC Coloneum in Köln-Ossendorf produziert wurde, war Sonntag, der 6. Januar 2019 um 20:15 Uhr.
Im Sommer 2019 wurde die Show um eine zweite Staffel verlängert. Sie wird seit dem 15. November 2019 freitags ausgestrahlt, wobei die erste Liveshow in zwei Teilen getrennt wurden. So wurden fünf Paare am Freitag, den 15. November gezeigt und die anderen fünf Paare am Sonntag, den 17. November 2019. Wie schon in der ersten Staffel führen erneut Marlene Lufen und Daniel Boschmann gemeinsam durch die Show. Als Juror nicht mehr tätig ist Cale Kalay, daher besteht die Jury nur noch aus drei Juroren aus der ersten Staffel.

### Staffel 1 (Januar bis Februar 2019)

#### Teilnehmer

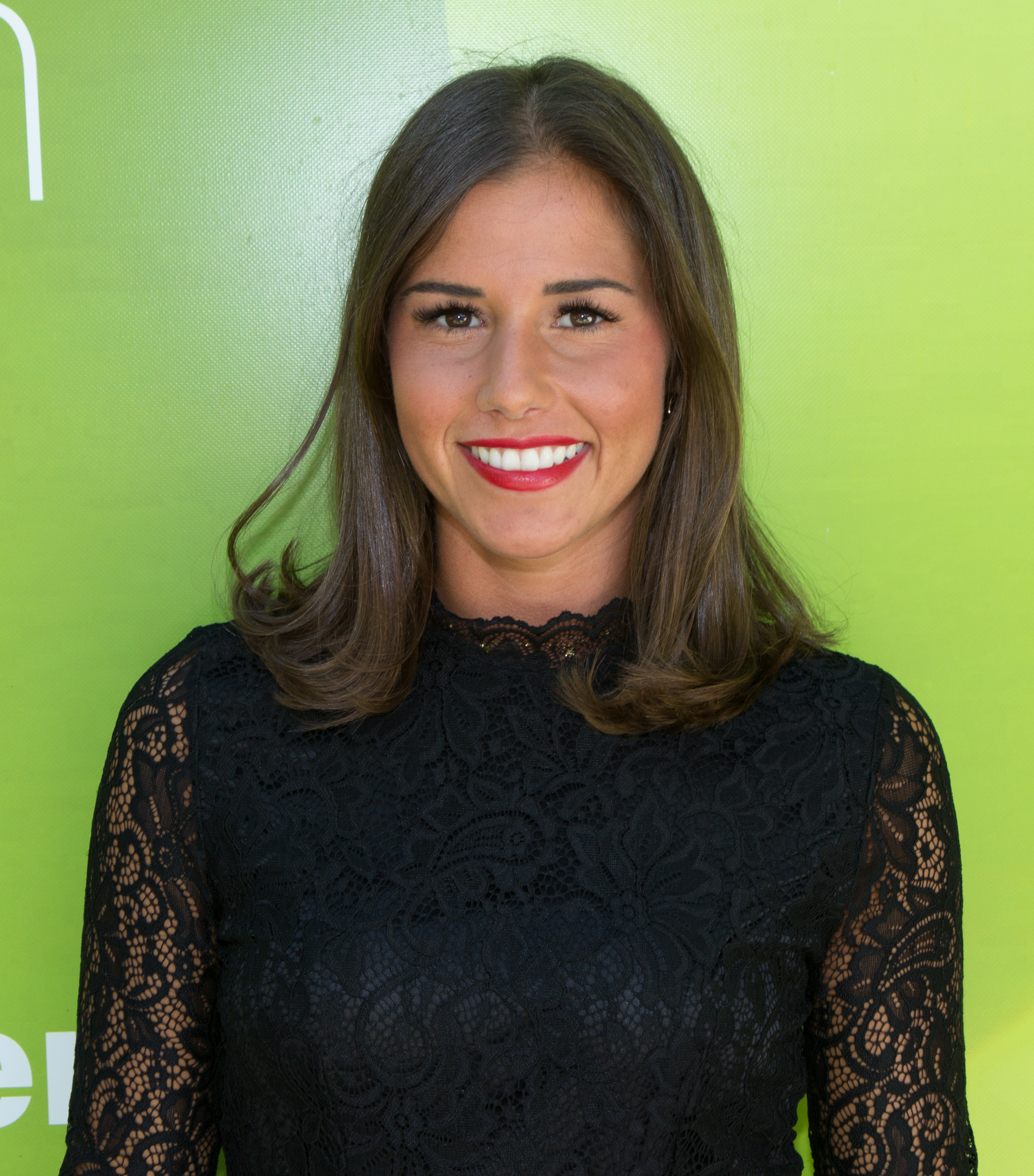
Sarah Lombardi: Siegerin der Show 2019

Am 28. November 2018 teilte der Fernsehsender Sat.1 die Teilnehmer der Show mit. Die Show wurde ab Januar 2019 ausgestrahlt. In jeder Folge verließ ein Paar die Show. Am 20. Januar trat Sarah Lombardi wegen einer Verletzung nicht an, die zuvor ausgeschiedene Aleksandra Bechtel rückte nach. Timur Bartels verließ die Show aus persönlichen Gründen. Sarah Lombardi wurde mit dem Profipartner Joti Polizoakis Siegerin der ersten Staffel.
| 0Teilnehmerpaare und Platzierungen (Winter 2019) | 0Teilnehmerpaare und Platzierungen (Winter 2019) | 0Teilnehmerpaare und Platzierungen (Winter 2019) | 0Teilnehmerpaare und Platzierungen (Winter 2019) | 0Teilnehmerpaare und Platzierungen (Winter 2019) | 0Teilnehmerpaare und Platzierungen (Winter 2019) |
| Platz                                            | Teilnehmer                                       | Bekannt als                                      | Eiskunstlauf-Partner                             | ausgeschieden in                                 |                                                  |
| ------------------------------------------------ | ------------------------------------------------ | ------------------------------------------------ | ------------------------------------------------ | ------------------------------------------------ | ------------------------------------------------ |
| 1                                                | Sarah Lombardi                                   | Sängerin                                         | Joti Polizoakis                                  | Siegerin                                         |                                                  |
| 2                                                | John Michael Kelly                               | Musiker                                          | Annette Dytrt                                    | Folge 6                                          |                                                  |
| 3                                                | Sarina Nowak                                     | Curvy-Model                                      | David Vincour                                    | Folge 6                                          |                                                  |
| 4                                                | Aleksandra Bechtel                               | Moderatorin                                      | Matti Landgraf                                   | Folge 5                                          |                                                  |
| 5                                                | Timur Bartels                                    | Schauspieler                                     | Amani Fancy                                      | Folge 5                                          |                                                  |
| 6                                                | Detlef Soost                                     | Choreograf                                       | Katharina „Kat“ Rybkowski                        | Folge 4                                          |                                                  |
| 7                                                | Kevin Kuske                                      | Bobsportler                                      | Myriam Leuenberger                               | Folge 3                                          |                                                  |
| 8                                                | Désirée Nick                                     | Unterhaltungskünstlerin                          | Alexander Gazsi                                  | Folge 1                                          |                                                  |

#### Ergebnisse
| Paar                | Platz | 1    | 2    | 3      | 4    | 5    | 6                  | Durchschnitt pro Kür |
| ------------------- | ----- | ---- | ---- | ------ | ---- | ---- | ------------------ | -------------------- |
| Sarah & Joti        | 1     | 34,0 | 33,0 | – 1    | 37,5 | 38,5 | 80,0 (40,0 + 40,0) | 37,17                |
| John & Annette      | 2     | 31,0 | 27,5 | 31,0   | 23,0 | 29,0 | 72,5 (35,0 + 37,5) | 30,57                |
| Sarina & David      | 3     | 21,0 | 27,0 | 24,0   | 24,0 | 31,5 | 72,0 (35,0 + 37,0) | 28,5                 |
| Aleksandra & Matti  | 4     | 18,0 | 26,0 | 23,5 2 | 27,0 | 33,5 |                    | 25,6                 |
| Timur & Amani       | 5     | 35,5 | 36,0 | 33,5   | 32,5 | –    |                    | 34,36                |
| Detlef & Kat        | 6     | 22,5 | 30,5 | 20,0   | 25,5 |      |                    | 24,63                |
| Kevin & Myriam      | 7     | 26,5 | 19,5 | 22,5   |      |      |                    | 22,83                |
| Désirée & Alexander | 8     | 22,5 |      |        |      |      |                    | 22,5                 |

Legende
Angegeben ist jeweils die Wertung der Jury
Grüne Zahlen: höchste erreichte Jury-Punktzahl der Folge
Rote Zahlen: niedrigste erreichte Jury-Punktzahl der Folge
Paar war im Skate Off und ist ausgeschieden
Paar war im Skate Off und ist weitergekommen
Weitergekommen ohne Präsentation eines Tanzes
1 Sarah Lombardi trat wegen einer Verletzung am 20. Januar nicht an.
2 Aleksandra Bechtel rückte für die am 20. Januar verletzungsbedingt pausierende Sarah Lombardi nach.

### Staffel 2 (November bis Dezember 2019)

#### Teilnehmer

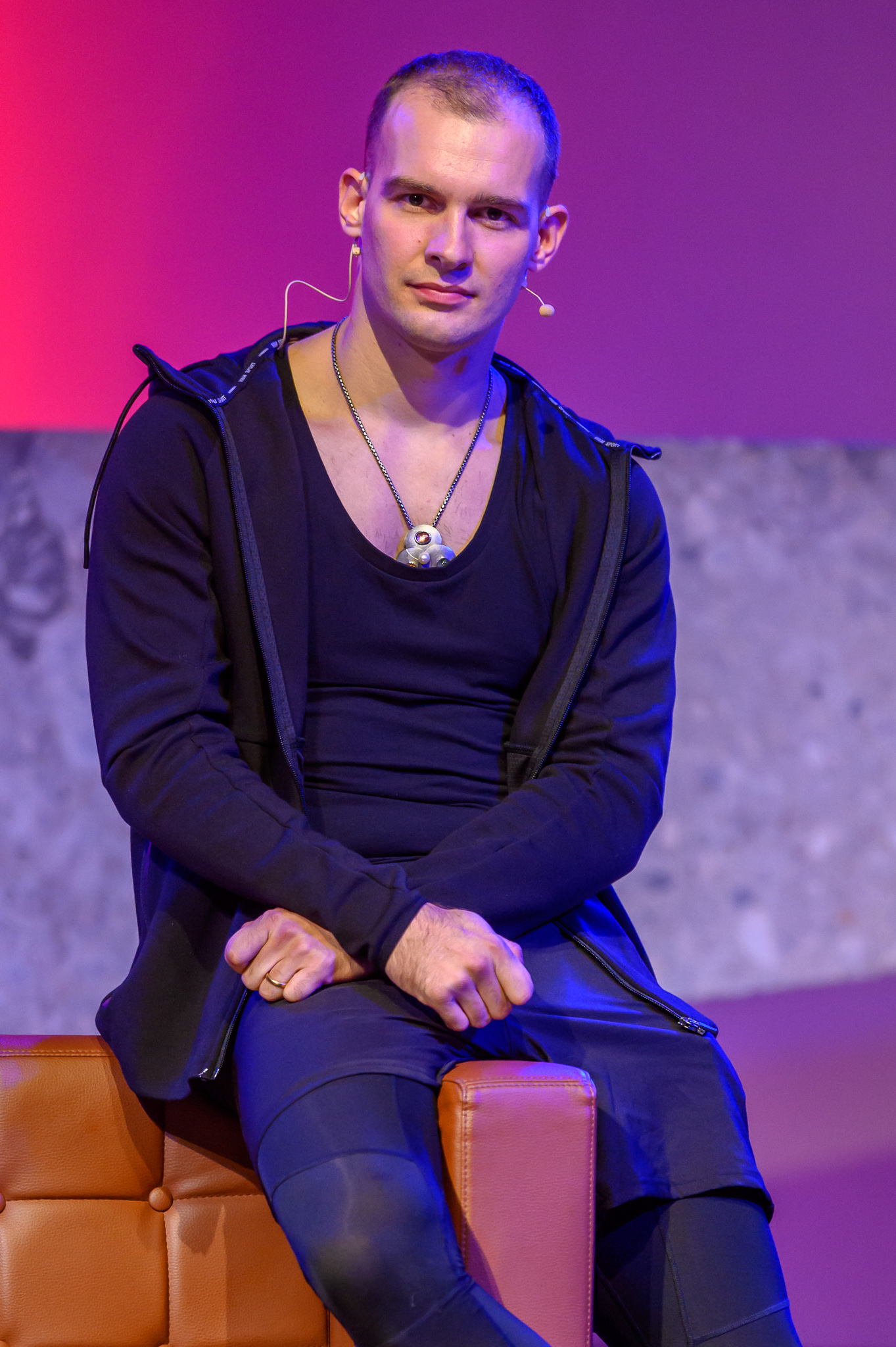
Eric Stehfest: Sieger der Show 2019

Im Finale der siebten Staffel von Promi Big Brother wurde bekannt, dass Joey Heindle mit der Schweizer Eiskunstläuferin und Freundin Ramona Elsener an der zweiten Staffel teilnehmen wird. Am 10. Oktober 2019 teilte der Fernsehsender Sat.1 die restlichen neun Teilnehmer der Show mit. Die Show wird seit 15. November 2019 ausgestrahlt. Seit der zweiten Folge verlässt wöchentlich entweder ein oder zwei Paare die Show.
| 0Teilnehmerpaare und Platzierungen (Herbst 2019) | 0Teilnehmerpaare und Platzierungen (Herbst 2019) | 0Teilnehmerpaare und Platzierungen (Herbst 2019) | 0Teilnehmerpaare und Platzierungen (Herbst 2019) | 0Teilnehmerpaare und Platzierungen (Herbst 2019) | 0Teilnehmerpaare und Platzierungen (Herbst 2019) |
| Platz                                            | Teilnehmer                                       | Bekannt als                                      | Eiskunstlauf-Partner                             | ausgeschieden in                                 |                                                  |
| ------------------------------------------------ | ------------------------------------------------ | ------------------------------------------------ | ------------------------------------------------ | ------------------------------------------------ | ------------------------------------------------ |
| 1                                                | Eric Stehfest                                    | Schauspieler                                     | Amani Fancy                                      | Sieger                                           |                                                  |
| 2                                                | Joey Heindle                                     | Sänger                                           | Ramona Elsener                                   | Folge 7                                          |                                                  |
| 3                                                | Lina Larissa Strahl                              | Schauspielerin/Sängerin                          | Joti Polizoakis                                  | Folge 7                                          |                                                  |
| 4                                                | André Hamann                                     | Model                                            | Stina Martini                                    | Folge 6                                          |                                                  |
| 4                                                | Nadine Angerer                                   | Fußballerin                                      | David Vincour                                    | Folge 6                                          |                                                  |
| 6                                                | Peer Kusmagk                                     | Schauspieler                                     | Katharina „Kat“ Rybkowski                        | Folge 5                                          |                                                  |
| 7                                                | Jenny Elvers                                     | Schauspielerin                                   | Jamal Othman                                     | Folge 4                                          |                                                  |
| 7                                                | Klaudia Giez                                     | Model, GNTM-Kandidatin                           | Sevan Lerche                                     | Folge 4                                          |                                                  |
| 9                                                | Nadine Klein                                     | Reality-TV-Teilnehmerin                          | Niko Ulanovsky                                   | Folge 3                                          |                                                  |
| 10                                               | Jens Hilbert                                     | Unternehmer                                      | Sabrina Cappellini                               | Folge 2                                          |                                                  |

#### Ergebnisse
| Paar              | Platz | 1    | 1    | 2    | 3    | 4    | 5    | 6                  | Durchschnitt pro Kür |
| Paar              | Platz | 1.1  | 1.2  | 2    | 3    | 4    | 5    | 6                  | Durchschnitt pro Kür |
| ----------------- | ----- | ---- | ---- | ---- | ---- | ---- | ---- | ------------------ | -------------------- |
| Eric & Amani      | 1     | —    | 23,0 | 14,5 | 25,0 | 30,0 | 27,5 | 60,0 (30,0 + 30,0) | 23,13                |
| Joey & Ramona     | 2     | —    | 18,0 | 19,5 | 23,5 | 21,0 | 27,5 | 57,5 (27,5 + 30,0) | 20,50                |
| Lina & Joti       | 3     | —    | 21,5 | 18,5 | 27,5 | 21,0 | 26,5 | 59,0 (29,5 + 29,5) | 22,13                |
| André & Stina     | 4     | 18,0 | —    | 20,0 | 18,5 | 27,0 | 26,5 |                    | 20,88                |
| Nadine A. & David | 5     | —    | 14,5 | 17,5 | 21,0 | 19,0 | 21,0 |                    | 18,00                |
| Peer & Katharina  | 6     | 13,5 | —    | 14,5 | 18,5 | 17,0 |      |                    | 15,88                |
| Klaudia & Sevan   | 7     | 19,0 | —    | 19,0 | 20,5 |      |      |                    | 19,50                |
| Jenny & Jamal     | 8     | 11,0 | —    | 11,5 | 14,5 |      |      |                    | 12,34                |
| Nadine K. & Niko  | 9     | 18,0 | —    | 15,5 |      |      |      |                    | 16,25                |
| Jens & Sabrina    | 10    | —    | 12,5 |      |      |      |      |                    | 12,50                |

Legende
Angegeben ist jeweils die Wertung der Jury
Grüne Zahlen: höchste erreichte Jury-Punktzahl der Runde bzw. Folge
Rote Zahlen: niedrigste erreichte Jury-Punktzahl der Runde bzw. Folge
Paar war im Skate Off und ist ausgeschieden
Paar war im Skate Off und ist weitergekommen
Weitergekommen ohne Präsentation eines Tanzes
1 Die erste Liveshow bzw. Runde wurde in zwei Folgen aufgeteilt.

### Einschaltquoten
Staffel 1
Während die Einschaltquoten der ersten drei Folgen über dem Senderschnitt von Sat.1 lagen, wurde für die vierte Folge unterdurchschnittliche Einschaltquoten gemessen. Die letzten beiden Folgen zeigten dann wieder einen deutlichen Anstieg.
| Folge | Sendung     | Datum            | Zuschauer | Zuschauer       | Marktanteil | Marktanteil     | Quelle |
| Folge | Sendung     | Datum            | Gesamt    | 14 bis 49 Jahre | Gesamt      | 14 bis 49 Jahre | Quelle |
| ----- | ----------- | ---------------- | --------- | --------------- | ----------- | --------------- | ------ |
| 01    | 1. Liveshow | 6. Januar 2019   | 2,69 Mio. | 1,25 Mio.       | 8,8 %       | 12,4 %          | [ 27 ] |
| 02    | 2. Liveshow | 13. Januar 2019  | 2,34 Mio. | 0,99 Mio.       | 7,3 %       | 9,3 %           | [ 28 ] |
| 03    | 3. Liveshow | 20. Januar 2019  | 2,17 Mio. | 0,91 Mio.       | 6,6 %       | 8,4 %           | [ 29 ] |
| 04    | 4. Liveshow | 27. Januar 2019  | 1,90 Mio. | 0,86 Mio.       | 5,7 %       | 8,0 %           | [ 30 ] |
| 05    | Halbfinale  | 3. Februar 2019  | 2,22 Mio. | 0,93 Mio.       | 6,6 %       | 8,3 %           | [ 31 ] |
| 06    | Finale      | 10. Februar 2019 | 2,38 Mio. | 1,05 Mio.       | 8,0 %       | 10,6 %          | [ 31 ] |

Staffel 2
| Folge | Sendung              | Datum                 | Zuschauer | Zuschauer       | Marktanteil | Marktanteil     | Quelle |
| Folge | Sendung              | Datum                 | Gesamt    | 14 bis 49 Jahre | Gesamt      | 14 bis 49 Jahre | Quelle |
| ----- | -------------------- | --------------------- | --------- | --------------- | ----------- | --------------- | ------ |
| 01    | 1. Liveshow – Teil 1 | Fr, 15. November 2019 | 1,70 Mio. | 0,75 Mio.       | 6,3 %       | 9,8 %           | [ 32 ] |
| 02    | 1. Liveshow – Teil 2 | So, 17. November 2019 | 1,52 Mio. | 0,69 Mio.       | 5,0 %       | 7,0 %           | [ 33 ] |
| 03    | 2. Liveshow          | Fr, 22. November 2019 | 1,35 Mio. | 0,51 Mio.       | 5,4 %       | 7,0 %           | [ 34 ] |
| 04    | 3. Liveshow          | Fr, 29. November 2019 | 1,56 Mio. | 0,59 Mio.       | 6,2 %       | 8,0 %           | [ 35 ] |
| 05    | 4. Liveshow          | Fr, 6. Dezember 2019  | 1,43 Mio. | 0,48 Mio.       | 5,3 %       | 6,4 %           | [ 36 ] |
| 06    | Halbfinale           | Fr, 13. Dezember 2019 | 1,34 Mio. | 0,48 Mio.       | 4,9 %       | 6,0 %           | [ 37 ] |
| 07    | Finale               | Fr, 20. Dezember 2019 | 1,30 Mio. | 0,42 Mio.       | 4,7 %       | 5,3 %           | [ 38 ] |

## Trivia
- Die ehemalige Eiskunstläuferin Katarina Witt wirkte bereits von 2006 bis 2008 als Moderatorin und Produzentin an der Eiskunstlaufshow Stars auf Eis mit. Der ehemalige Eiskunstläufer Daniel Weiss war als Jurymitglied ebenfalls Teil dieser Eiskunstlaufshow. Die ehemalige Eiskunstläuferin Annette Dytrt nahm bereits 2006 als professionelle Eiskunstlauf-Partnerin an der Eiskunstlaufshow Stars auf Eis teil und landete mit Ande Werner (vom Duo Mundstuhl) auf Platz 6 von 9.
- Joey Heindle sollte eigentlich bereits in der ersten Staffel teilnehmen, aber er verletzte sich noch vor Bekanntgabe der Teilnehmerliste. Seine Eiskunstlauf-Partnerin sollte die Schweizer Eiskunstläuferin Ramona Elsener werden. Beide sind seit Dezember 2018 ein Paar.